# Castelnau-Barbarens
Castelnau-Barbarens é uma comuna francesa na região administrativa de Occitânia, no departamento de Gers. Estende-se por uma área de 42,37 km². Em 2010 a comuna tinha 541 habitantes (densidade: 12,8 hab./km²).